# Три дні Віктора Чернишова
«Три дні Віктора Чернишова» — радянський художній фільм режисера Марка Осеп'яна, поставлений Першим творчим об'єднанням на Кіностудії ім. М. Горького в 1968 році. Кількість глядачів в СРСР, які подивилися фільм в 1968 році — 11 мільйонів. В 1988 році фільм відновили на Кіностудії ім. М. Горького і випустили в прокат.

## Сюжет
У публіцистичній драмі «Три дні Віктора Чернишова» Геннадій Корольков зіграв свою першу велику роль. Його герой — звичайний радянський хлопець, який, закінчивши школу, вирішив не обтяжувати себе вищою освітою і пішов на завод токарем. Життя Віктора одноманітне: вдень він працює на виробництві, знехотя відсиджує комсомольські збори, на яких, по суті, лише товчуть воду в ступі, та роздають завдання: кого «на картоплю», кого на крос або для масовки на похорони. Вечорами Чернишов, нудьгуючи, підпирає стіну будинку на розі, з такими ж хлопцями, яких він навіть друзями назвати не може: слухає вигадки ровесника Колі, дармоїда, який хвалиться перемогами над жінками. «Молоде покоління» бере участь в сумнівних забавах, але не бачить в цьому нічого жахливого: не п'ють же, не крадуть… Лише один з них, Петро — справжній трудівник, лікар, який намагається напоумити Віктора та інших. Безцільний і неквапливий хід часу в фільмі задають довгі плани, довгі розмови, лише сцени танців в кафе трохи пожвавили нудне життя Віктора Чернишова. Йому нічого не потрібно, він хоче бути «як усі». Він ні про що не мріє, його життя безглузде. Фільм Марка Осеп'яна розповідає про 1960-ты роки. Війна давно закінчилася, країна будує світле майбутнє і перевиконує план, а життя на перевірку виявляється не веселим святом самодіяльності та ентузіазму, а щоденною рутиною — виконанням комуністичного боргу, нормативів і перегляду телевізора — «щоб не думати», як часто самі говорять герої фільму.

## У ролях
- Геннадій Корольков —  Віктор Чернишов
- Валентина Владимирова —  мати Віктора
- Валерій Бєляков —  Петро
- Лев Пригунов —  Антон
- Геннадій Сайфулін —  Микола
- Микола Мерзлікін —  Валерій
- Василь Шукшин —  Кравченко
- Аріна Алейникова —  Неллі, технолог
- Олексій Чернов —  дядько Віктора
- Надія Федосова —  тітка Таня, прибиральниця
- Микола Скоробогатов —  міліціонер
- Наталія Ричагова —  Маришка
- Борис Гітін —  Тарасов
- Борис Юрченко —  боєць

## Знімальна група
- Автор сценарію:  Євген Григор'єв
- Режисер:  Марк Осеп'ян
- Оператор:  Михайло Якович
- Художній керівник: Станіслав Ростоцький
- Композитор:  Олексій Рибников